# 다카라즈카정
다카라즈카정(宝塚町)은 효고현 가와베군에 1951년부터 1954년까지 존재했던 정이다. 현재의 다카라즈카시는 1954년 신설 합병으로 탄생한 것으로, 본정과는 다른 자치체이다.
현재의 다카라즈카시 남부에 해당한다.

## 지리
지역 대부분이 무코강의 부채꼴 지형으로 서쪽에서 남쪽으로 흐르는 무코강과 동쪽을 흐르는 덴노지 강이  경계가 되고, 북쪽은 나가오산, 나카야마까지 이어지는 구릉지대가 형성되어 있다. 구릉을 따라 동서로 JR 후쿠치야마선, 한큐 다카라즈카선이 지나고 있다.
농촌지역으로 논과 밭이 많았으나 다카라즈카역 주변부터 택지화가 진행되어 현재는 대부분의 논과 밭이 택지로 바뀌었고, 구릉지에도 주택과 아파트가 조성되어 있다.

## 역사
- 1889년 4월 1일 - 정촌제 시행으로 가와베군 고하마촌(小浜村)이 설립되다.
- 1897년 12월 27일 - 한카쿠 철도 (현 후쿠치야마선)가 개업하였다.
- 1951년 3월 15일 - 고하마촌이 정제 시행과 개칭으로 다카라즈카정(宝塚町)이 되다.
- 1954년 4월 1일 - 료겐촌과 합병하여 다카라즈카시가 성립되다.

## 교통

### 철도
- 일본국유철도 (현 서일본 여객철도)
  - 후쿠치야마선
- 한큐 다카라즈카 본선

### 도로
- 이급 국도 176호 후쿠치야마 오사카선
- 효고현도 484호 일반현도 아마가사키타카라즈카선(아마타카라선, 1966년 2월 주요 지방도로 승격되면서 현도 42호로 번호가 변경됨)